# Nuncjatura Apostolska w Kazachstanie
Nuncjatura Apostolska w Kazachstanie (ros. Апостольская нунциатура в Казахстане) – misja dyplomatyczna Stolicy Apostolskiej w Republice Kazachstanu. Siedziba nuncjusza apostolskiego mieści się w Astanie.
Nuncjusz apostolski w Kazachstanie akredytowany jest również w Republice Tadżykistanu i w Republice Kirgiskiej.

## Historia
Nuncjaturę Apostolską w Kazachstanie utworzył św. Jan Paweł II w 1994.
W latach 1994–2008 nuncjusze apostolscy w Kazachstanie byli również akredytowani w Uzbekistanie.